# Samina
De Samina of Saminabach is een wildwaterrivier van 10 km lengte. De rivier ontspringt in de Rätikon en mondt na 8 km door Liechtenstein en 2 km door Oostenrijk te stromen bij de plaats Frastanz uit in de rivier de Ill. De Ill is een zijrivier van de Rijn. De Samina is na de Rijn de grootste rivier van Liechtenstein. Het stroomgebied meet 71 km².